# Banner of the Stars
Banner of the Stars (яп. 星界の戦旗, Seikai no Senki, укр. «Стяг Зірок») — серія науково фантастичних новел японського автора Хіроюкі Моріоки які слугують продовженням до серії «Герб Зірок». Три новели з серії було адаптовано в аніме серіал. Перший серіал Banner of the Stars I з 13 епізодів вийшов у 2000 році. Фільм-підсумок «Banner of the Stars - Special Edition» було випущено 2001 року. Того ж року було випущено другий сезон Banner of the Stars II з 10 епізодів. Третій сезон Banner of the Stars III як адаптацію третьої новели було випущено в Японії 2005 року як OVA.

## Персонажі
Імена вказані: Українська мова - Японська мова - Ромаджі - Мова Аб (Барон)

### Головні герої
Рін Шюн Року Ярурууку Вщкюу Хаідару Джінто (Джінто) (яп. リン・スューヌ＝ロク・ハイド伯爵（ドリュー・ハイダル）・ジント, Rin Suyūnu ＝ Roku Haido Hakushaku （Doryū Haidaru） Jinto, Linn ssynec Rocr Ïarlucec Dreuc Haïder Ghintec)
Сейю: Юка Імаі
Після закінчення тренувань у військовій школі, він приєднується до команди Лафіель як офіцер постачання на борту судна Басройл. Він вважає корабель ждиним домом й навіть приносить свого кота Діахо.
Абріель Неі Дебрюск Бееру Парюун Рафіру (Лафіель) (яп. アブリアル・ネイ＝ドゥブレスク・パリューニュ子爵（ベール・パリュン）・ラフィール, Aburiaru Nei ＝ Duburesuku Paryūnyu Shishaku （Bēru Paryun） Rafīru, Ablïarsec néïc Dubreuscr Bœrh Parhynr Lamhirh)
Сейю: Аяко Кавасумі
Після закінчення навчання стала капітаном корабля Басройл.

### Штурмовий корабель Басройл
Екурія Уеф (яп. エクリュア・ウェフ＝トリュズ・ノール, Ekuryua Wefu ＝ Toryuzu Nōru, Aicryac Üémh Tlyzr Naurh)
Сейю: Шімізу Каорі
Пілот Басрогх (Басройл), яка виявляє інтерес до Джінто. Вона часто виконує роль няні Діахо, коли Джінто відсутній.
Собааш Уеф Дор Іус (яп. ソバーシュ・ウェフ＝ドール・ユース, Sobāshu Wefu ＝ Dōru Yūsu, Sobaash Üémh Dor Ïuth)
Сейю: Сайга Міцукі
Перший навігатор Басройла.
Самсон Борг Тірусер Тірусек (яп. サムソン・ボルジュ＝ティルサル・ティルース, Samuson Boruju ＝ Tirusaru Tirūsu, Samsonn Borgh Tiruser Tirusec)
Сейю: Ооцука Акіо
Механік Басройла, негенетичний Аб (як Джінто).

### Другорядні персонажі
Абріель Ней Дебруск Спуней Рамадж (яп. アブリアル・ネイ＝ドゥブレスク・アブリアル伯爵（ドリュー・アブリアルサル）・ラマージュ, Aburiaru Nei ＝ Duburesuku Aburiaru Hakushaku （Doryū Aburiarusaru） Ramāju, Abriel Nei Debrusc Spunej Ramaj)
Сейю: Міка Доі
Правляча імператриця Імперії Аб, вона також є бабусею Лафіель. Особисто керує обороною під час нападу на столицю.
Абріель Ней Ламсар Ларт Балкей Дусанью (яп. アブリアル・ネイ＝ラムサール・アブリアル伯爵（ドリュー・アブリアルサル）・ドゥサーニュ, Aburiaru Nei ＝ Ramusāru Abu Riaru Hakushaku （Doryū Aburiarusaru） Dusānyu, Abriel Nei Lamsar Larth Balkei Dusanyu)
Сейю: Кането Шіозава
Дюсанью (кронпринц), Імперії Людства Аб та головнокомандувач Збройних Сил Аб.
Абріель Ней Дебруск Ларт Криб Дебеус (яп. アブリアル・ネイ＝ドゥブレスク・クリューヴ王（ラルス・クリュブ）・ドゥビュース, Aburiaru Nei ＝ Ō （Rarusu Kuryubu） Dubyūsu, Abriel Nei Debrusc Larth Kryb Debeus)
Сейю: Сузуокі Хіротака
Батько Лафіель, король Криву та брат Дюсанью. Приєднується до флоту Аб посеред війни та вирушає, щоб повернути собі Зоряну систему Хайде для імперії.
Абріель Ней Дебруск Дюхіель (яп. アブリアル・ネイ＝ドゥブレスク・ウェムダイス子爵（ベール・ウェムダイサル）・ドゥヒール, Aburiaru Nei ＝ Duburesuku Wemudaisu Shishaku （Bēru Wemudaisaru） Duhīru, Abriel Nei Debrusc Duhiel)
Сейю: Хаші Соічіро
П'ятнадцятирічний молодший брат Лафіель, який відчуває себе нездатним зрівнятися з досягненнями своєї сестри.
Трайф Болі Ювдейл Ремсейл (яп. トライフ・ボルジュ＝ユブデール・レムセール, Toraifu Boruju ＝ Yubudēru Remusēru, Trife Boli Yuvdale Remsale)
Сейю: Джюурута Кусугі
Попри надмірну обережність, він все ж є одним із найздібніших тактиків у Лабуле.
Споор Арон Секпадао Летопаню Пенеджу (яп. スポール・アロン＝セクパト・レトパーニュ大公爵（ニーフ・レトパン）・ペネージュ, Supōru Aron ＝ Sekupato Retopānyu Dai Kōshaku （Nīfu Retopan） Penēju, Spoor Aron Sekpadao Letopanyu Peneju)
Сейю: Фукамі Ріка
Високопоставлена дворянка та одна з найздібніших адміралів Флоту Аб. Не зважаючи на те, що постійно скаржиться на нудьгу, вступає в дію, коли це необхідно.
Атосряак Сюн-Атос Люуф Фебдаш Кловал Лоїк (яп. アトスリュア・スューヌ＝アトス・フェブダーシュ男爵（リューフ・フェブダク）・ロイ, Atosuryua Suyūnu ＝ Atosu Febudāshu Danshaku （Ryūfu Febudaku） Roi, Atosryac Syun-Atos Lyuf Febdash Klowal Loïc)
Сейю: Ямада Міха
Лоїк, четвертий Барон Фебдаша та молодша сестра Кловаля, командує ескадрою штурмових кораблів, до складу якої входив і Басройл. Вона є дуже здібним командиром.

## Медіа

### Романи
Наразі серія Banner of the Stars, початково видана видавництвом Hayakawa Publishing у грудні 1996 року, містить шість романів. Про ліцензію англійською мовою на Banner of the Stars разом із перекладеним випуском Crest of the Stars 20 квітня 2019 року оголосив J-Novel Club.
| № | Назва | Дата виходу     | ISBN                   |
| - | --- | --------------- | ---------------------- |
| 1 | Стяг Зірок I «Зв'язки, Які Зв'язують» Seikai no Senki I «Kizuna no Katachi» (星界の戦旗I絆のかたち)      | 15 грудня 1996  | ISBN 4-15-030573-0     |
| 2 | Стяг Зірок II «Те, Що Потребує Захисту» Seikai no Senki II «Mamoru Beki Mono» (星界の戦旗II守るべきもの) | 31 серпня 1998  | ISBN 4-15-030603-6     |
| 3 | Стяг Зірок III «Вечеря з Родиною» Seikai no Senki III «Kazoku no Shokutaku» (星界の戦旗III 家族の食卓)   | 15 березня 2001 | ISBN 4-15-030660-5     |
| 4 | Стяг Зірок IV «Верещання Простору-Часу» Seikai no Senki IV «Kishimu Jikuu» (星界の戦旗IV軋む時空)        | 25 грудня 2004  | ISBN 4-15-030774-1     |
| 5 | Стяг Зірок V «Приспів Долі» Seikai no Senki V «Shukumei no Shirabe» (星界の戦旗V 宿命の調べ)             | 25 березня 2013 | ISBN 978-4-15-031106-3 |
| 6 | Стяг Зірок VI «Грім Імперії» Seikai no Senki VI «Teikoku no Raimei» (星界の戦旗VI 帝国の雷鳴)            | 15 вересня 2018 | ISBN 978-4-15-031341-8 |

### Аніме
Серед фанатів, назва Banner of the Stars використовується для опису всіх аніме, окрім Crest of the Stars (який, за словами Хіроюкі Моріоки, не мав бути основною ідеєю історії, а лише вступом до того, як познайомилися Джінто та Лафіель). За мотивами перших трьох книг було випущено два телесеріали та OVA. Англійською Bandai Entertainment випустила перший та другий сезони Banner of the Stars у Північній Америці у 2003 році, а у 2013 році Funimation переліцензувала серіал та випустила його разом із (лише з субтитрами) Banner of the Stars III у збірці DVD 2018 року. 25 грудня 2019 року Banner of the Stars разом із Crest of the Stars був випущений на Blu-ray у Японії.

### Розробка аніме
|                      | Герб Зірок                                                | Стяг Зірок                                                | Стяг Зірок                                                | Стяг Зірок                                                | Фрагмент Зірок                                            |
| Сезон 1              | Герб Зірок                                                | Сезон 2                                                   | Сезон 3                                                   |                                                           | Фрагмент Зірок                                            |
| -------------------- | --------------------------------------------------------- | --------------------------------------------------------- | --------------------------------------------------------- | --------------------------------------------------------- | --------------------------------------------------------- |
| Планування           | Ватанабе Шігеру, Уеда Масуо                               | Ватанабе Шігеру, Уеда Масуо                               | Ватанабе Шігеру, Уеда Масуо                               | Ватанабе Шігеру, Уеда Масуо                               | Ватанабе Шігеру, Уеда Масуо                               |
| Автор оригіналу      | Моріока Хіроюкі (видано видавництвом Hayakawa Publishing) | Моріока Хіроюкі (видано видавництвом Hayakawa Publishing) | Моріока Хіроюкі (видано видавництвом Hayakawa Publishing) | Моріока Хіроюкі (видано видавництвом Hayakawa Publishing) | Моріока Хіроюкі (видано видавництвом Hayakawa Publishing) |
| Режисер              | Нагаока Ясучіка                                           | Нагаока Ясучіка                                           | Нагаока Ясучіка                                           | Нагаока Ясучіка                                           | Набешіма Осаму                                            |
| Нагляд               | Н/Д                                                       | Н/Д                                                       | Н/Д                                                       | Н/Д                                                       | Нагаока Ясучіка                                           |
| Структура серіалу    | Ая Йошінага                                               | Н/Д                                                       | Такеда Юїчіро                                             | Н/Д                                                       | Н/Д                                                       |
| Сценарій             | Ая Йошінага                                               | Н/Д                                                       | Такеда Юїчіро                                             | Муто Ясукі                                                | Муракамі Хіроакі                                          |
| Візуальна концепція  | Акаі Такамі                                               | Акаі Такамі                                               | Акаі Такамі                                               | Акаі Такамі                                               | Акаі Такамі                                               |
| Візуальна концепція  | Еда Кейічі                                                | Еда Кейічі                                                | Еда Кейічі                                                | Н/Д                                                       | Еда Кейічі                                                |
| Дизайн персонажів    | Кейсуке Ватабе                                            | Кейсуке Ватабе                                            | Кейсуке Ватабе                                            | Кейсуке Ватабе                                            | Кейсуке Ватабе                                            |
| Механічний дизайн    | Морікі Ясухіро                                            | Морікі Ясухіро                                            | Морікі Ясухіро                                            | Морікі Ясухіро                                            | Шіно Масанорі                                             |
| Механічний дизайн    | Шіно Масанорі、Тсунеокі Шін                               | Оова Ацумі                                                | Оова Ацумі                                                | Оова Ацумі                                                | Шіно Масанорі                                             |
| Механічний дизайн    | Н/Д                                                       | Іноуе Куніхіко                                            | Імаїші Сусуму                                             | Імаїші Сусуму                                             | Шіно Масанорі                                             |
| Художній керівник    | Окада Томоакі                                             | Окада Томоакі                                             | Окада Томоакі                                             | Хасегава Хіроюкі                                          | Окада Томоакі                                             |
| Кольорове оформлення | Утагава Рітсуко                                           | Сайоко Йокояма                                            | Сайоко Йокояма                                            | Сайоко Йокояма                                            | Сайоко Йокояма                                            |
| Оператор-постановник | Шіраї Хісао                                               | Шіраї Хісао                                               | Шіраї Хісао                                               | Ягі Ханбун, Охіра Хіде                                    | Шіраї Хісао                                               |
| Редагування          | Сеяма Такеші                                              | Сеяма Такеші                                              | Сеяма Такеші                                              | Сеяма Такеші                                              | Сеяма Такеші                                              |
| Звуковий режисер     | Кобаяші Кацуйоші                                          | Кобаяші Кацуйоші                                          | Кобаяші Кацуйоші                                          | Кобаяші Кацуйоші                                          | Кобаяші Кацуйоші                                          |
| Музика               | Хатторі Кацухіса                                          | Хатторі Кацухіса                                          | Хатторі Кацухіса                                          | Хатторі Кацухіса                                          | Хатторі Кацухіса                                          |
| Продюсер             | Такеумі Фумі, Івата Міхіро                                | Такеумі Фумі, Івата Міхіро                                | Такеумі Фумі, Івата Міхіро                                | Такеумі Фумі, Івата Міхіро                                | Такеумі Фумі, Івата Міхіро                                |
| Продюсер             | Кайфу Масакі、Сугіта Ацуші                                | Кайфу Масакі、Сугіта Ацуші                                | Кайфу Масакі、Сугіта Ацуші                                | Юкава Ацу                                                 | Кайфу Місакі、Сугіта Ацуші                                |
| Анімаційна студія    | SUNRISE                                                   | SUNRISE                                                   | SUNRISE                                                   | SUNRISE                                                   | SUNRISE                                                   |
| Виробництво          | SUNRISE、Bandai Visual                                    | SUNRISE、Bandai Visual                                    | SUNRISE、Bandai Visual                                    | SUNRISE、Bandai Visual                                    | SUNRISE、Bandai Visual                                    |
| Виробництво          | WOWOW                                                     | WOWOW                                                     | WOWOW                                                     | Н/Д                                                       | WOWOW                                                     |

#### Стяг Зірок
| № | Назва                                                                      | Дата показу    |
| --- | -------------------------------------------------------------------------- | -------------- |
| 1 | Возз'єднання Saikai «再会»                                                 | 14 квітня 2000 |
| Минуло три роки з початку військових дій, і тимчасове перемир'я ось-ось закінчиться. Лафіель стає капітаном «Басройла», корабля нового класу штурмових кораблів, а Джинто призначають до її екіпажу офіцером з постачання. Вони домовляються не дозволяти дружбі заважати виконанню обов'язків, щоб екіпаж не заздрив. На жаль для «Басроїла», він не дуже добре показав себе під час навчань. Щоб уникнути ризику викликати гнів Абріель, головний механік Самсонн та решта офіцерів, які знають про його дружбу з принцесою, доручають Джинто завдання повернути їй впевненість у собі, щоб збільшити їхні шанси на виживання. Нарешті, «Басройл» приєднується до інших штурмових кораблів, що перебувають у режимі очікування на військово-морській базі Вобейруней. |                                                                            |                |
| 2 | Операція «Примарне полум'я» Gen'ensakusen «幻炎作戦»                       | 21 квітня 2000 |
| Імперія Аб планує наступну атаку, і Лафіель та Джинто, звісно, беруть у ній участь. Чи буде ця війна найгіршою з усіх? |                                                                            |                |
| 3 | Штурмовий корабель «Басройл» Tsugekikan "Bāsuroiru" «突撃艦"バースロイル"» | 28 квітня 2000 |
| Лафіель і Джинто шоковані, коли Атосрюа, молодша сестра барона, якого Лафіель вбила три роки тому, стає командиром їхнього батальйону. Однак це найменша з їхніх турбот, адже битва ось-ось розпочнеться. |                                                                            |                |
| 4 | Перша кампанія Uijin «初陣»                                                | 5 травня 2000  |
| Лафіель і Джинто опиняються в епіцентрі битви. Події пробуджують спогади про минуле, яке краще там і залишити. Чи виживуть Лафіель і Джинто в першій битві? |                                                                            |                |
| 5 | Видовищне божевілля Hanayakana Kyōki «華やかな狂気»                        | 12 травня 2000 |
| Басройл знаходиться в «космічному доці» на ремонті після битви, а екіпаж запасається провізією. Дусаню, отримавши нову інформацію, вирішує, що головна битва відбудеться в районі брам Аптики. Він призначає флот адмірала Бебауса відповідальним за оборону цього регіону. Однак брати Бебаус походять з родини, відомій своїм «видовищним божевіллям». Всі загадуватися над питанням, чи не призведе це до їхньої загибелі. Тим часом коли Джинто та Екурюя ведуть досить особисту розмову, Лафіель заходить у кімнату в найневідповідніший момент і бачить щось, що дуже її розлючує. Чи зможе Джинто врятувати ситуацію? І що планують брати Бебаус? |                                                                            |                |
| 6 | Вечеря пам'яті Tomurainobansan «弔いの晩餐»                                | 19 травня 2000 |
| На прохання Атосурюа, Джинто і Лафіель приєднуються до неї на вечері на честь її покійного брата Кловала. Відпочиваючи від воєнних дій, Джинто і Лафіель одягають офіційне вбрання і летять на розкішну вечерю. Це найближче до побачення, що у них було, але воно буде дивним. Вечеря починається з неприємного моменту, оскільки Лафіель відповідальна за смерть Кловала. Що ще гірше, вона насправді не шкодує про це. Чи зможуть Атосурюа і Лафіель примиритися? |                                                                            |                |
| 7 | Вдале повстання Kura Yami no Tōbō «くらやみの逃亡»                         | 26 травня 2000 |
| Під час патрулювання корабель «Басройл» та інший штурмовий корабель «Сейгройл» потрапляють під удар ворожих мін. Вони опиняються в дрейфі, застрягши в «плоскому просторі». Не маючи датчиків, системи обох кораблів починають виходити з ладу. Незабаром вони вигадують план перевести весь екіпаж і придатні матеріали з «Сейгройла» на «Басройл», але коли вони це роблять, екіпаж «Басройла» дізнається, що екіпаж мосту «Сейгройла» заблокований і не може втекти. Тепер, самотні в темряві, «Басройл» бачить, як до них наближаються невідомі кораблі. Але чи є вони друзями чи ворогами? |                                                                            |                |
| 8 | Напередодні вирішальної битви Kessen Zen'ya «決戦前夜»                     | 2 червня 2000  |
| Це ніч перед великою битвою, і всі роблять те, що повинні. Адмірал Бебаус планує свою оборону, але засмучений тим, що не може розграбувати місцеву планету для отримання припасів. Він каже, що це занадто клопітно. Тим часом Самсон вирішує, що йому потрібно добре напитися. На його подив, до нього приєднується Собааш. Вони відверто розмовляють. Десь інде Джинто та Екурюя також відверто розмовляють, а також обговорюють Діахо. Усі нервують, оскільки битва наближається... |                                                                            |                |
| 9 | Битва Басройла Bāsuroiru Notatakai «バースロイルの戦い»                    | 9 червня 2000  |
| Чекаючи на прибуття ворожої флотилії, Джинто і Лафіель обговорюють своє життя і те, як вони опинилися там, де є зараз. Джинто зізнається, що боїться, і, на його подив, Лафіель визнає, що вона теж боїться. Вони розмовляють про свої плани на майбутнє. Чи повернеться Джинто колись на свою рідну планету Мартін? Чи стане Лафіель адміралом? Що чекає на них у майбутній битві? Лафіель каже, що планує пройти всі три етапи життя: офіцер, купець і матір. Джинто здивований, що вона думає так далеко вперед. Їхню розмову перериває прибуття ворожої флотилії та початок битви. |                                                                            |                |
| 10 | Зірка, що падає Nagareru Hoshi «流れる星»                                  | 16 червня 2000 |
| Командування флоту Аб намагається визначити справжню природу нової зброї ворога. На жаль, це завдало важких втрат їхнім силам, і перемога більше не є гарантованою. Тим часом адмірал Споор прямує до Аптики, щоб приєднатися до головного флоту. А «Басройл» вступає у свою першу справжню битву, але чи готовий екіпаж до того, що вони побачать? |                                                                            |                |
| 11 | Палаюче поле бою Shakunetsu no Senjō «灼熱の戦場»                          | 23 червня 2000 |
| Лафіель засмучена тим, що їм наказали відступити. Вона не звикла програвати або здаватися. Командир підрозділу дорікає їй за те, що вона ставить під сумнів ланцюжок командування. Пізніше командувач флоту Дусанью прибуває в регіон Аптіики, маючи намір перевірити Лафіель і Джинто. Тим часом на «Басройлі» починається бій з ворожими штурмовими кораблями. Спочатку все йде добре, їм вдається знищити кілька ворожих кораблів. Однак незабаром «Басройл» стає мішенню. Чи виживуть вони? |                                                                            |                |
| 12 | Битва при брамі Аптика Aputikkumon Oki Kaisen «アプティック門沖会戦»       | 30 червня 2000 |
| Поки навколо них вирує битва за Аптику, пошкодженому «Басройлу» дають дозвіл відступити з поля бою. На жаль, пошкодження виявилися серйознішими, ніж спочатку передбачалося. Розчарована і розлючена Лафіель віддає наказ усім екіпажу покинути корабель. Тим часом на головному полі бою ворог намагається втекти, не вступаючи в подальші бойові дії. Побачивши це, командувач флоту Дусанью віддає наказ про атаку. Адмірал Споор продовжує реалізовувати свій план прорвати широкий прохід крізь ворожі сили, деморалізуючи їх у процесі. На «Басройлі» всі, крім Джинто, дісталися до рятувальних човнів. Лафіель вирушає на його пошуки. Зрештою вона знаходить його, але перш ніж вони встигають повернутися до інших, стається вибух!                           |                                                                            |                |
| 13 | Форма зв'язків Kizuna no katachi «絆のかたち»                              | 14 липня 2000  |
| Джинто і Лафіель пливуть у космосі в аварійній рятувальній капсулі, чекаючи на порятунок. В іншому місці головний флот продовжує битву, а жорстокий наступ Споор збиває з пантелику і дезорганізує сили ворога. Після закінчення битви Джинто і Лафіель опиняються разом на борту військово-морської бази.На шляху до нового «Басройла» вони обговорюють долю Діахо, кота Джинто. Новий «Басройл» виявляється точно таким самим, як і попередній. На жаль, оскільки у них є новий корабель, вони не зможуть відразу повернутися в бій. З екіпажем на борту і готовим до вильоту, новий «Басройл» стартує. |                                                                            |                |

#### Стяг Зірок II
| № | Назва                                                                                        | Дата показу     |
| --- | -------------------------------------------------------------------------------------------- | --------------- |
| 1 | Операція «Мисливець» Kariudo Sakusen «狩人作戦»                                              | 11 липня 2001   |
| Лафіель і Джінто отримують посади територіального посла і помічника територіального посла, і... вони не дуже цьому раді! |                                                                                              |                 |
| 2 | Планета вигнання Rukeinohoshi «流刑の星»                                                     | 18 липня 2001   |
| З Басройлом зв'язуються всі чотири посли Лобнаса II: Геол Мейдін, Юрі Докуфу, Лала Шангал і Мікай Ангуссон. Джінто супроводжують на Лобнас II після того, як було вирішено, що саме Мейдін повинен бути територіальним представником. Тим часом Лафіель згадує останню розмову з Джінто перед його від'їздом. |                                                                                              |                 |
| 3 | План еміграції Imin Keikaku «移民計画»                                                       | 25 липня 2001   |
| Складаються плани еміграції. Деякі плани включають питання про те, чи повинен територіальний посол привезти більше кораблів, чи повинен Дарксіс (корабель, що перевозить жителів) здійснювати більше рейсів туди та назад. Тим часом жіночий сектор об'єднується для боротьби за права на еміграцію, щоб їх не використовували як «худобу». |                                                                                              |                 |
| 4 | Мисливці Kariudo-tachi «狩人たち»                                                            | 1 серпня 2001   |
| Всі кораблі в околицях Лобнаса II змушені відступити через виявлення ворога. В іншому місці Джінто намагається заспокоїти Мейдіна та інших евакуйованих, щоб вони могли повернутися і продовжити евакуацію тих, хто має дозвіл покинути планету. Після цього, насолоджуючись заходом сонця і думаючи про Лафіель, Джінто отримує повідомлення про те, що спалахнуло повстання!                                                                       |                                                                                              |                 |
| 5 | Повстання Pànluàn «叛乱»                                                                     | 8 серпня 2001   |
| Повстання, розпочате Ангуссоном і Докуфу, триває, і підрозділ Докуфу вдається захопити контроль над адміністративним підрозділом. Тим часом Мейдін дає дозвіл на негайну евакуацію західного підрозділу (жіночого підрозділу). Джінто вирішує залишитися на планеті, щоб переконатися, що всі мешканці західного підрозділу безпечно евакуйовані. Однак під час подорожі до західного підрозділу транспортний засіб Мейдіна і Джінто викрадають!     |                                                                                              |                 |
| 6 | Пекло Аб Āvu no Jigoku «アーヴの地獄»                                                        | 15 серпня 2001  |
| Після відмови скасувати наказ про еміграцію, Мейдіна вбивають пострілом у голову! Тим часом Ангуссону погрожують відправити в пекло Аб за погрози життю свого побратима Аб (Джінто). Всупереч бажанням свого серця, Лафіель, будучи Абріель, змушена поки що залишити Джінто на Лобнасі II... |                                                                                              |                 |
| 7 | Прапор золотого ворона [Гасаруса] Kin'iro Karasu [Gasarusu] no Hata «金色烏［ガサルス］の旗» | 29 серпня 2001  |
| Ангуссон відмовляється звільнити Джінто через свою гордість, оскільки він ніколи не відступає перед викликом. Тим часом Докуфу гине, через те, що не хоче страждати в пеклі Аб через дурість Ангуссона. Лафіель незабаром просить допомоги у Споор, щоб здійснити план еміграції. Споор спочатку відхиляє пропозицію, але потім погоджується. Лафіель вирушає на Лобнас II, щоб допомогти у вирішенні еміграційної кризи.                            |                                                                                              |                 |
| 8 | Речі щоб захищати Mamorubekimono «守るべきもの»                                              | 12 вересня 2001 |
| Споор намагається виграти час, перш ніж вступити в бій. Коли останні евакуйовані жінки сідають на транспортний корабель, флот Споор вступає в бій з ворожою ескадрою. Тим часом Джінто прокидається і виходить назовні, де бачить корабель, що готується до аварійного старту. Він намагається зупинити його, але залишається непоміченим. В іншому місці Ангуссон тоне, коли на нього налітає хвиля, спричинена силою аварійного старту.            |                                                                                              |                 |
| 9 | Коли кладеш лук Yumi o Oku Toki «弓を置くとき»                                               | 19 вересня 2001 |
| Завдяки допомозі Споор евакуація з Лобнаса II успішно завершена! На жаль, з тридцяти трьох кораблів флоту Споор двадцять шість були знищені. В іншому місці екіпаж «Басройла» згадує про спільні з Джінто переживання, побоюючись найгіршого. Боротьба за те, щоб залишитися при тямі й знову побачити Лафіель, змушує Джінто згадувати всі пережиті пригоди, від моменту їхнього першого знайомства до гонитви в тематичному парку на Суфугноффі... |                                                                                              |                 |
| 10 | Сльози Абріель Aburiaru no Namida «アブリアルの涙»                                           | 26 вересня 2001 |
| Лафіель все ще шукає Джінто на Лобнасі II. Поки вона терпляче чекає, коли Джінто знайдуть, Самсон готує для нього їжу. Джінто знаходять у печері, і Лафіель поспішає до нього. У кінці Лафіель і Джінто з'являються на пагорбі біля дерева, ймовірно, на рідній планеті Джінто, Мартіні. |                                                                                              |                 |

#### Стяг Зірок III
| № | Назва                                                     | Дата показу     |
| --- | --------------------------------------------------------- | --------------- |
| 1 | Возз'єдання зірок Meguriau Hoshi-Tachi «めぐりあう星たち» | 26 серпня 2005  |
| Джінто тимчасово залишає флот і вирушає у нещодавно відновлену систему Гайд на пасажирському кораблі, щоб налагодити ланцюжок постачання антиматеріального палива та заснувати своє графство. Щоб не страждати так, як на Лобнасі II, Лафіель також залишає флот, щоб бути разом з ним. Однак, бувши за своєю природою самодостатньою, планета Мартін наполягає на незалежності від імперії, яка в основному зосереджена на космічних дослідженнях та міжзоряній торгівлі. Лафіель зазначає, що фабрики працюють у космосі та не потребують співпраці з поверхневим світом. Занепокоєний своїми фінансами та прагнучи запобігти зриву своїх планів, Джінто відправляє орендований корабель для спостереження за ситуацією на Мартіні, а сам вирушає до Делкту, щоб найняти васалів для виконання адміністративних обов'язків на фабриках антиматеріального палива. Тим часом Самсон перебуває в імперській столиці від імені Джінто, щоб набрати технічних і механічних фахівців. Саме там компанія Селнай знаходить його і пропонує свої послуги. Водночас у флоті, як один із капітанів нового класу штурмових фрегатів, Собааш бере участь в інавгурації новоствореного 1-го флоту під командуванням Атосряк. Виявляється, що флот зрештою слугуватиме військовим полігоном для членів імператорської родини, щоб гарантувати, що наступний правитель буде здібним військовим тактиком і командувачем. |                                                           |                 |
| 2 | Сімейна вечеря Kazoku no Shokutaku «家族の食卓»           | 23 вересня 2005 |
| Корабель, який орендував Джінто, був обстріляний планетою Мартін, тепер супроводжується новим ескадроном штурмових фрегатів назад до системи. Він побоюється, що навчання можуть бути прикриттям для військового нападу, але спроби з'ясувати справжню мету навчань і запобігти відплаті марні, оскільки він більше не має військового допуску. Під час навчань планета обстріляла флот, і її планетарні оборонні споруди було знищено, проте вона була попереджена про необхідність евакуації об'єкті. Зустріч з прем'єр-міністром планети та його дружиною (сурогатними батьками Джінто) для підписання капітуляції є гірко-солодким досвідом: вони дарують йому сімейне тепло, але відмовляються вірити, що він не є заручником, і благають його шукати притулку. Джінто змушений зробити вибір між відмовою від своєї ідентичності як Аб і поверненням на планету (з вірою, що його заміна на посаді правителя може бути не такою милосердною) або збереженням свого титулу і життям в постійному вигнанні. |                                                           |                 |

### Музикальні теми
- Вступна тема «Seikai no Senki» (інструментальна)
  - Композитор — Кацухіса Хатторі
- Завершальна тема 1-го сезону «Pink»
  - Автор слів — Морі Манахо / Композитор та аранжувальник — Сайто Хідео / Виконавець — YUAMU
- Завершальна тема 2-го сезону «Farewell to my love»
  - Текст - Кайоко Фуюморі / Композиція - Танака Кохей/Аранжування - Хамагучі Шіро / Виконання - Кавасумі Аяко
- Завершальна тема 3 сезону «Tenohira no yume»
  - Текст - Томорі Аюмі / Композиція та аранжування - Сайто Тоору / Виконання - Еміко Шіраторі

### Радіодрама
FM Osaka в 2000 році в рамках програми «MUSIC CUBE» транслювала всі 9 серій «Стяг Зірок» та всі 6 серій «Стяг Зірок II» перед виходом аніме-версії,  2005 року в рамках програми «FM Sound Cinema» всі 12 серій «Стяга Зірок III», 2006 року в рамках програми «Itokbo Party Road» всі 12 серій «Стяга Зірок IV», які також транслювалися в Інтернеті. Акторський склад такий самий, як і в аніме-версії, але в радіодрамі  «Стяu Зірок III» роль Суоша додатково виконав Чіджіва Рюсаку, в «Стязі Зірок IV» роль Берсота виконав Мадоно Міцуакі, роль Вонью виконала Сакума Кумі, а роль Тін Куйхана виконав Чіджіва Рюсаку. Пізніше компанія VAP випустила компакт-диски «Стяг Зірок I» та «Стяг Зірок II», а компанія Sunrise Music Publishing випустила компакт-диск «Стяг Зірок III» під лейблом GUNBOY. «Стяг Зірок IV» не був випущений на компакт-диску, але був включений до «Seikai Complete Blu-ray BOX», випущеного компанією Bandai Namco Arts.

#### CD
- Seikai no Senki Rajiodorama Dai I Shō 〜 Maboroshien Kantai 〜 (яп. 星界の戦旗 ラジオドラマ 第I章〜幻炎艦隊〜)、VAP、VPCG-84697、20 березня, 2000 р.[11]
- Seikai no Senki Rajiodorama Dai II Shō 〜 Senjō 〜 (яп. 星界の戦旗 ラジオドラマ 第II章〜戦場〜)、VAP、VPCG-84698、21 квітня, 2000 р.[11]
- Seikai no Senki Rajiodorama Dai III Shō 〜 Kizuna no Katachi 〜 (яп. 星界の戦旗 ラジオドラマ 第III章〜絆のかたち〜)、VAP、VPCG-84699、24 травня, 2000 р.[11]
- Seikai no Senki II Rajiodorama Dai I Shō 〜 Rukei no Hoshi 〜 (яп. 星界の戦旗II ラジオドラマ 第I章〜流刑の星〜)、VAP、VPCG-84705、21 липня, 2000 р.[13]
- Seikai no Senki II Rajiodorama Dai II Shō 〜 Mamorubeki Mono 〜 (яп. 星界の戦旗II ラジオドラマ 第II章〜守るべきもの〜)、VAP、VPCG-84706、23 серпня, 2000 р.[13]
- Seikai no Senki III Rajiodorama CD Dai I Shō 〜 Kikyō 〜 (яп. 星界の戦旗III ラジオドラマCD 第I章〜帰郷〜)、GUNBOY、GBCL-2001、22 квітня, 2005 р.
- Seikai no Senki III Rajiodorama CD Dai II Shō 〜 Seikai 〜 (яп. 星界の戦旗III ラジオドラマCD 第II章〜再会〜)、GUNBOY、GBCL-2002、27 травня, 2005 р.
- Seikai no Senki III Rajiodorama CD Dai III Shō 〜 Kazoku no Shokutaku 〜 (яп. 星界の戦旗III ラジオドラマCD 第III章〜家族の食卓〜)、GUNBOY、GBCL-2003、24 червня, 2005 р.

### Манґа
Однотомні манґа-адаптації аніме-серій Banner of the Stars та Banner of the Stars II були випущені Dengeki Comics 27 жовтня 2001 року та 27 липня 2002 року, намальовані Тошіхіро Оно та Васо Міякоші відповідно, після того, як вони були серіалізовані в журналі Monthly Comic Dengeki Daioh у 2001 та 2002 роках. Томи манґи були випущені англійською мовою видавництвом Tokyopop 3 серпня та 12 жовтня 2004 року під назвами Seikai Trilogy, Vol. 2: Banner of the Stars: The Shape of Bonds та Seikai Trilogy, Vol. 3: Banner of the Stars II: Protecting the Precious. Tokyopop називав ці томи другою та третьою частинами Seikai Trilogy. Це було тому, що на момент публікації лише три аніме-серіали були адаптовані за творами Хіроюкі Моріоки, а Banner of the Stars III ще не був створений. Crest of the Stars вважався першою частиною трилогії.

### Відеогра
Серія Banner of the Stars була адаптована у японську відеогру для Windows. Названа на честь серії, Gainax випустила її 26 вересня 2003 року. Вона належить до жанру військових ігор, що включає взаємодію з деякими персонажами з романів між битвами. Портована для консолі PlayStation 2 була 21 квітня 2005 року.

## Номінації
Banner of the Stars було номіновано на Головний Приз 1-ї премії «Sense of Gender Awards» 2001 року.